# フランチェスコ・ペセリーノ
フランチェスコ・ペセリーノことフランチェスコ・ディ・ステファーノ（Francesco Pesellino、本名:Francesco di Stefano、1422年頃 - 1457年7月29日）は、イタリアの画家である。

## 略歴
フィレンツェで生まれた。父親は画家のステファーノ・ディ・フランチェスコ(Stefano di Francesco)であったが、ペセリーノが幼かった1427年に亡くなり、母方の祖父で、フィレンチェで大きな工房を営んでいた、ペセッロとして知られる画家、ジュリアーノ・ディ・アリゴ（Giuliano di Arrigo、 通称: Pesello:1367–1446)から絵を学び、祖父の工房で働いた。通称のペセリーノは祖父の通称に由来する。祖父の工房や、ザノビ・ストロッツィ(Zanobi Strozzi: 1412-1468)やフィリッポ・リッピ(Fra Filippo Lippi: 1406-1469）といった画家とともに働いた。
1442年に結婚し、祖父の亡くなった後の1447年にフィレンツェのサン・ルカ組合に加入した。
装飾画や祭壇画を多く手掛けたが1457年にフィレンツェでコレラのために死去した。35歳であった。
作品には、現在、ロンドンのナショナル・ギャラリーに収蔵されている"The Triumph of David"やフィレンツェのサンタ・クローチェ聖堂のための祭壇画（主パネルはフィリッポ・リッピが制作）があり、ペセリーノが制作した断片はルーブル美術館やウフィツィ美術館に収蔵されている。

## 作品

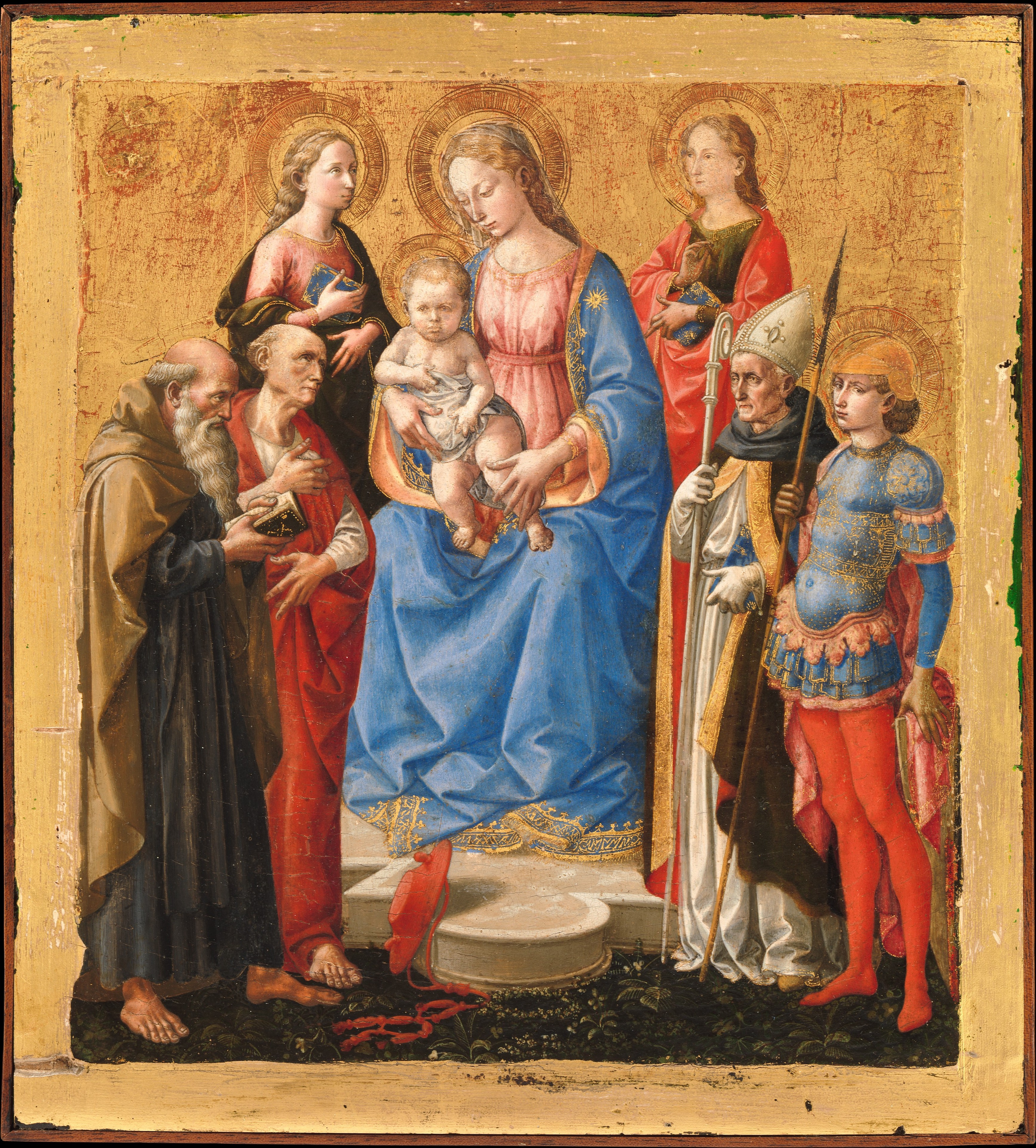
聖母子と6人の聖人 メトロポリタン美術館蔵
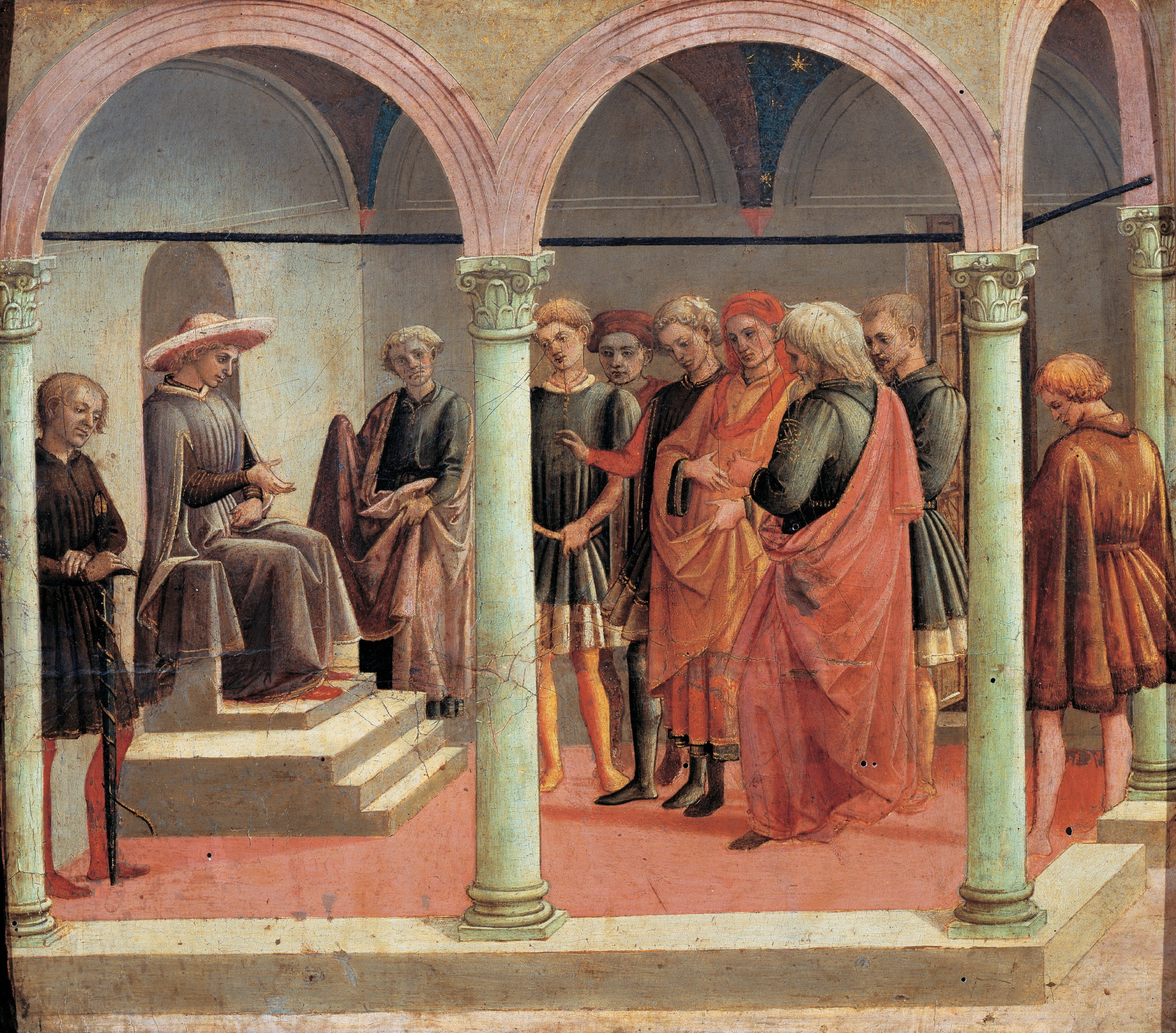
グリゼルダの物語から アッカデミア・カッラーラ蔵
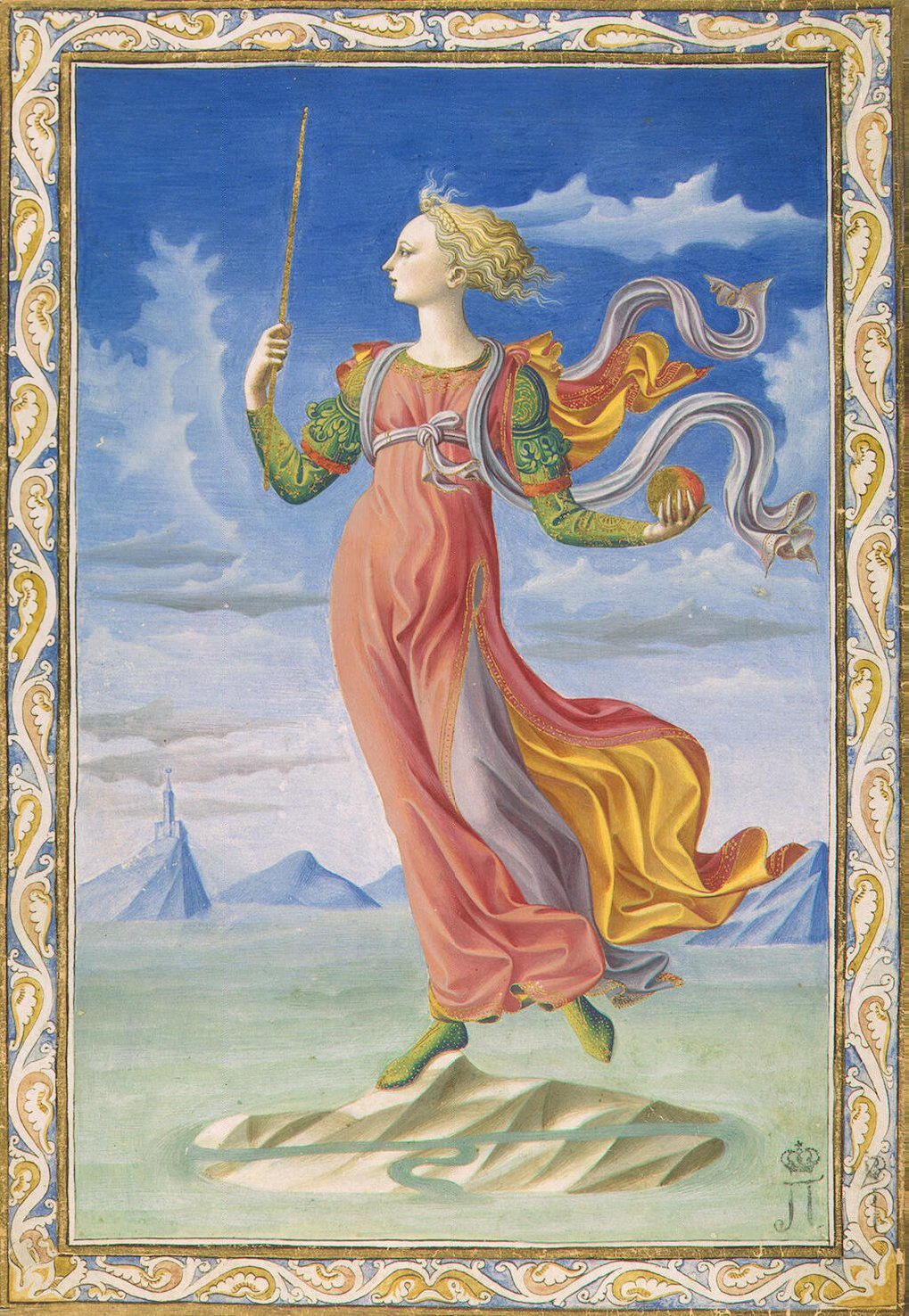
ローマの寓意 エルミタージュ美術館蔵
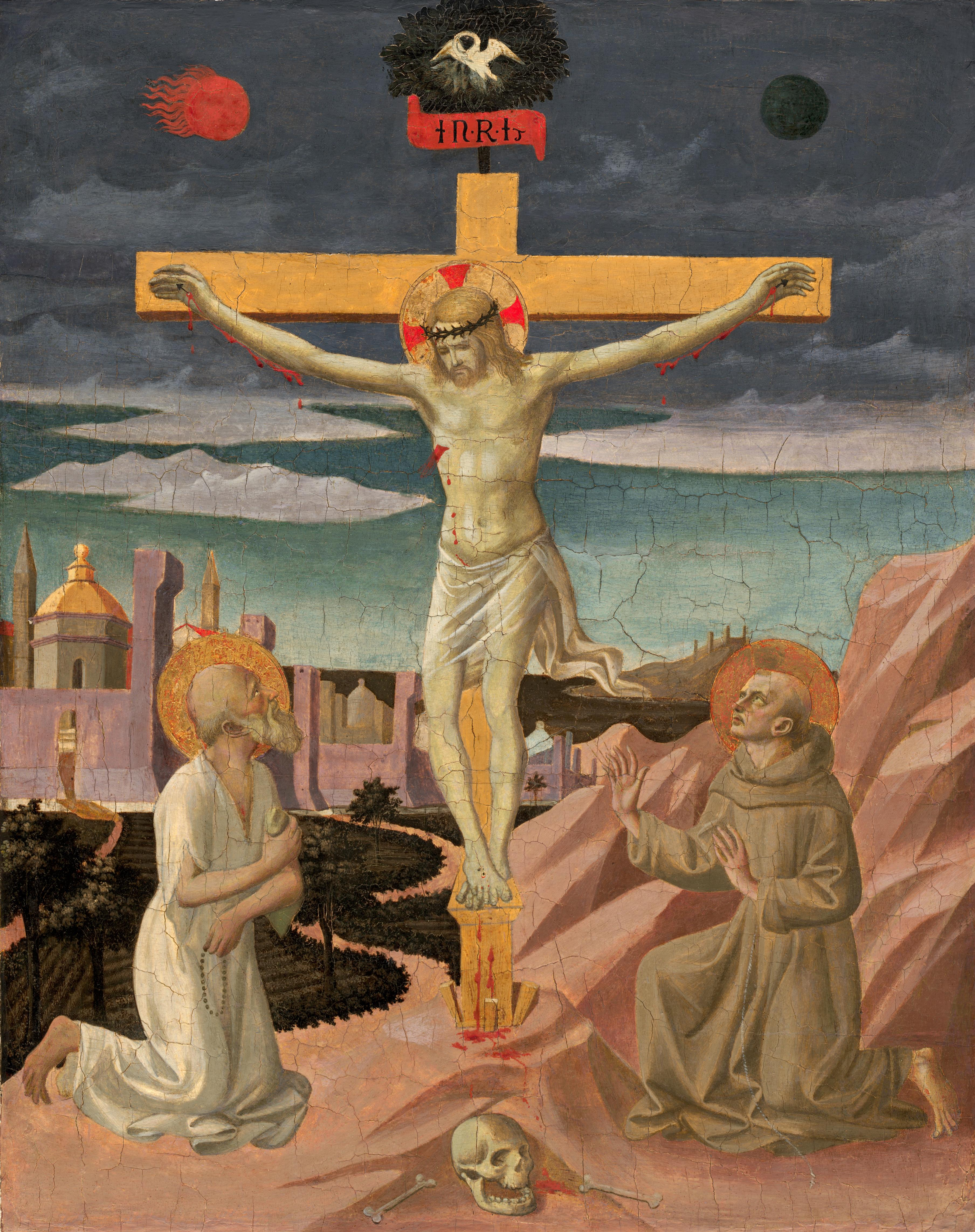
十字架のキリスト ナショナル・ギャラリー (ワシントン)蔵